# Mazama nemorivaga
Mazama nemorivaga är ett däggdjur i släktet spetshjortar som förekommer i Sydamerika. Populationen infogades tidigare som synonym i Mazama gouazoubira men godkänns sedan 2010-talet som art på grund av genetiska avvikelser.

## Utseende
Exemplaren blir utan svans 76 till 102 cm långa, svanslängden är 6 till 11 cm och vikten ligger vid 14 till 15,5 kg. Öronen är 8 till 9 cm långa, och lite spetsiga på toppen. Djuret har en mankhöjd av 49 till 51 cm och en brun päls på ovansidan och på extremiteternas utsida med inslag av gult. På undersidan förekommer ljusare päls i samma färg förutom vid ljumsken där pälsen är krämfärgad till ljusgul. Hos Mazama nemorivaga är svansens ovansida brun och undersidan vit. Kännetecknande är en mörkbrun tofs på hjässan som kan ha svarta hårspetsar. Kring munnen och fram till bröstet finns ljusa fläckar och strimmor i ljusbrun till orangebrun. Några exemplar har en gul punkt nedanför ögonen. Öronens insida bär vita eller ljusbruna hår. Hannar har enkla horn i form av en spets som är 3 till 11 cm långa och ibland lite böjda.

## Utbredning
Utbredningsområdet sträcker sig över hela Amazonområdet i Brasilien, Venezuela och regionen Guyana samt över angränsande regioner av Colombia, Ecuador, Peru och Bolivia. Arten lever i låglandet och i bergstrakter upp till 1 500 meter över havet. Den vistas i mera torra lövskogar och buskskogar. Mazama nemorivaga undviker landskap som tidvis översvämmas.

## Ekologi
Antagligen sker fortplantningen under alla årstider. Endast i Venezuela är den begränsad till regntiden. Dräktiga honor är oftast ett eller två år gamla. Arten har främst blad som föda samt flera frukter som kompletteras med blommor, frön och andra växtdelar. Mycket sällan äts svampar och smådjur. Enligt ett fåtal studier träffas vuxna individer endast för parningen. Antagligen etablerar de revir som markeras med avföring.

## Hot
Beståndet hotas främst av skogsröjningar. Hela populationen minskar men den är fortfarande stor. Mazama nemorivaga hittas i flera nationalparker och andra skyddszoner. IUCN listar arten som livskraftig (LC).